# Drymonia obliterata
Ardoisée
Espèce
Drymonia obliterata, l'Ardoisée, est une espèce de Lépidoptères de la famille des Notodontidae décrite en 1785 par le naturaliste Eugen Johann Christoph Esper.

## Répartition
C'est une espèce paléarctique qui s'observe de l'Europe de l'Ouest jusqu'en Asie mineure. Cette espèce est absente de l'Italie, du Portugal, des îles Britanniques ainsi que des pays nordiques. En France, on la retrouve principalement dans la partie nord-est du pays ainsi que dans les Pyrénées,. 

## Description
Ce papillon a une envergure comprise entre 30 et 40 mm.

## Biologie
Les imagos de cette espèce univoltine peuvent s'observer, en France, de mars à août. La chenille se développe sur diverses espèces de feuillus tels que les chênes, les hêtres et les bouleaux.

## Dénomination
Ce taxon porte en français les noms vernaculaires ou normalisés suivants : Ardoisée (L'),.

## Systématique
Le nom valide complet (avec auteur) de ce taxon est Drymonia obliterata (Esper, 1785).
L'espèce a été initialement classée dans le genre Bombyx sous le protonyme Bombyx obliterata Esper, 1785.
Drymonia obliterata a pour synonymes :
- Bombyx melagona Borkhausen, 1790
- Bombyx obliterata Esper, 1785
- Drymonia deleta Brahm, 1790
- Drymonia esmera de Freina, 1981
- Drymonia melagona (Borkhausen, 1790)
- Drymonia melanochroa Schultz, 1904
- Notodonta melagona (Borkhausen, 1790)
- Ochrostigma melagona Borkhausen, 1790
- Phalaena obliterata Esper, 1785